# Schneemann (Lied)
Schneemann ist ein Weihnachtslied der deutschen Pop- und Schlagersängerin Vanessa Mai aus dem Jahr 2024. Es handelt sich dabei um eine deutschsprachige Adaption von Sias Snowman.

## Entstehung und Artwork
Bei Schneemann handelt sich um eine deutschsprachige Adaption von Snowman, das im Original von der australischen Sängerin Sia Furler im Jahr 2017 aufgenommen wurde. Die Interpretin schrieb das Lied gemeinsam mit dem Koautoren Greg Kurstin. Obwohl das Stück über einen neuen deutschsprachigen Text verfügt, sind Furler und Kurstin als alleinige Urheber angegeben. Für die Produktion zeichnete das Brüderpaar Chris und Daniel Cronauer sowie Matthias Zürkler (B-Case) verantwortlich. B-Case war zudem für die Abmischung des Liedes zuständig. Das Mastering erfolgte durch das Team vom Mixcube Studio aus Österreich. Alle drei Produzenten arbeiten bereits seit 2019 regelmäßig mit der Sängerin zusammen, meist auch in gemeinsamer Funktion, woraus unter anderem die Alben Für immer (Januar 2020), Mai Tai (März 2021) oder auch Metamorphose (August 2022) hervorgingen.
Auf dem Frontcover ist – neben Interpretenangabe und Liedtitel – Mai vor einem weißen Hintergrund zu sehen. Es zeigt sie hockend, während sie ein rotes Top und rote Hüft-Pants sowie darüber einen weißen Tüllrock und weiße Netzstrumpfhosen, mit ebenfalls weißen High Heels, trägt. Die Fotografie entstand durch die Leipziger Fotografin Sandra Ludewig, die in der Vergangenheit schon einige Fotoshootings mit Mai durchführte.

## Veröffentlichung und Promotion
Die Erstveröffentlichung von Schneemann erfolgte als Single am 15. November 2024. Diese erschien als digitaler Einzeltrack zum Download und Streaming bei Warner Music. Warner Music war zugleich auch für den Vertrieb zuständig.
Erstmals angekündigt wurde die Single von Mai selbst, als sie am 31. Oktober 2024 ein Bild von sich in einem Schneemannkostüm in den sozialen Medien hochlud.

## Hintergrund
Vanessa Mai veröffentlichte in der Vergangenheit bereits mehrere Film- und Tonaufnahmen mit Bezug auf Weihnachten. Schneemann ist nach Ein Engel in der Weihnachtszeit (Dezember 2015), Stille Nacht, heilige Nacht (Dezember 2016), Letzte Weihnacht (Dezember 2017) und Zuhause (Christmas Time) (November 2020) Vanessa Mais fünfte Weihnachts-Single. Im Zuge der letzten Singleveröffentlichung erschien auch die Dokumentation Zuhause (Eine Mainachtsgeschichte) sowie die Show Staying Home for Christmas mit Vanessa Mai.
Warum sich Mai nun für eine deutsche Adaption von Snowman entschieden habe, begründete sie wie folgt: „Es gibt viele deutsche Versionen von verschiedensten Christmas-Songs, aber Snowman gab es bisher noch nicht. Und es passt super auf Deutsch, was nicht immer der Fall ist.“

## Inhalt
Der Liedtext zu Schneemann ist in deutscher Sprache verfasst. Die Musik und der Text wurden gemeinsam von Sia Furler und Greg Kurstin in Cis-Dur komponiert beziehungsweise getextet. Musikalisch und stilistisch bewegt sich das Lied im Bereich der Popmusik.
Schneemann basiert auf dem englischsprachigen Original Snowman, verfügt jedoch über einen neuen deutschsprachigen Text, der sich inhaltlich vom Original unterscheidet. So heißt es im Original: „’Cause I’m Mrs. Snow, ’til death we’ll be freezing“ was sich etwa mit „Denn ich bin Frau Schnee, bis zum Tod werden wir frieren“ übersetzen lässt, in Schneemann jedoch zu „Und wenn du mich lässt, bin ich dein Geheimnis“ umgeschrieben wurde. Damit handelt es sich hierbei um eine Adaption und keine reine Coverversion. Inhaltlich handelt es sich hierbei, wie beim Original, um ein Liebeslied, wobei der „Schneemann“ als Pseudonym für den Partner der Protagonistin verwendet wird („Alles, was ich in dieser Nacht will, das ist … Mеin Schneemann und ich“).
Aufgebaut ist das Lied auf zwei Strophen und einem Refrain. Es beginnt mit der ersten Strophe, die als Sechszeiler geschrieben wurde. Der Sechszeiler setzt sich wiederum aus zwei Dreizeilern zusammen, wobei deren zweite und dritte Zeile jeweils als Identischer Reim verfasst wurden. An die erste Strophe schließt sich erstmals der Refrain an, der sich auch acht Zeilen zusammensetzt. Dieser klingt mit dem dreizeiligen Postchorus aus, der lediglich aus der sich wiederholenden Zeile „Mеin Schneemann und ich“ sowie dem Ausruf „Baby“ besteht. Der gleiche Aufbau folgt mit der zweiten Strophe, wobei das Lied nach dem zweiten Postchorus endet.
| “I want you to know that I’m never leaving. ’Cause I’m Mrs. Snow, ’til death we’ll be freezing. Yeah, you are my home, my home for all seasons. So come on, let’s go. Let’s go below zero and hide from the sun. I’ll love you forever where we’ll have some fun. Yes, let’s hit the North Pole and live happily. Please don’t cry no tears now, it’s Christmas, baby.” – Originalauszug, Snowman | „Ich will, dass du weißt, dass du bei mir frei bist. Und wenn du mich lässt, bin ich dein Geheimnis. Ich lass’ mich heut fall’n, du bist mein Zuhause. Im Wintergarten. Lass’ ich für dich Schnee fall’n, damit du noch bleibst. Ich hol’ uns den Nordpol und frier’ mit dir ein. Brech’ jedes Eis, nur damit du bеi mir bist. Alles, was ich in dieser Nacht will, das ist …“ – Originalauszug, Schneemann |

## Musikvideo
Das Musikvideo zu Schneemann wurde im Leipziger Gold und Gewitter Studio gedreht und feierte seine Premiere am 6. Dezember 2024 auf der Videoplattform YouTube. Es zeigt lediglich die ganze Zeit über Mai, hüftaufwärts, die sie das Lied vor einer pinken Leinwand singt. Sie trägt ein rotes bauchfreies Oberteil, während sie von virtuell rieselnden Schneeflocken begleitet wird. Die Gesamtlänge des Videos beträgt 2:44 Minuten. Regie führte der Bremer Filmemacher Arne Hemmer. Bis Dezember 2024 zählte das Video über 100 Tausend Aufrufe auf YouTube.

## Mitwirkende
| Liedproduktion - Chris Cronauer: Musikproduktion - Daniel Cronauer: Musikproduktion - Sia Furler: Komposition, Liedtext - Greg Kurstin: Komposition, Liedtext - Mixcube Studio: Mastering - Matthias Zürkler (B-Case): Abmischung, Musikproduktion Visualisierung (Cover) - Sandra Ludewig: Fotografie | Unternehmen - Reinsberg: Filmproduktion - Warner Music: Musiklabel, Vertrieb Musikvideo - Arne Hemmer: Regie, Schnitt - Sophie Jakubetz: Licht, Setassistant - Maksym Lobachov: Kamera - Ben Mayer: Haare, Schminke - Niklas Reinsberg: Farbe |

## Rezensionen
Der Rezensent von magdeburg-klickt.de ist der Meinung, das Schneemann das Zeug zum zukünftigen „Klassiker“ in den hiesigen Weihnachtsplaylisten habe.

## Trivia
Kurz vor der Veröffentlichung von Schneemann startete Vanessa Mai ihre Zuhause bei Dir Tour. Die Singleveröffentlichung sorgte dafür, das Fans diese mit Schneemannkostümen besuchten.